# Emertonius exasperans
Espèce
Synonymes
- Myrmarachne exasperans (Peckham & Peckham, 1892)

Emertonius exasperans est une espèce d'araignées aranéomorphes de la famille des Salticidae.

## Distribution
Cette espèce est endémique d'Indonésie. Elle se rencontre à Java et à Bali.

## Description
Le mâle holotype mesure 6,5 mm.

## Publication originale
- Peckham & Peckham, 1892 : Ant-like spiders of the family Attidae. Occasional Papers of the Natural History Society of Wisconsin, vol. 2, no 1, p. 1-84 (texte intégral).